# Francesco Malatesta
Francesco Giovanni Carlo Malatesta (* 5. Juni 1907 in Padua; † 16. September 1986 in San Mateo County) war ein italienischer Radrennfahrer und nationaler Meister im Radsport.

## Sportliche Laufbahn
Malatesta war Bahnradsportler. Er war Teilnehmer der Olympischen Sommerspiele 1928 in Amsterdam. Dort startete er mit Adolfo Corsi als Partner im Tandemrennen. Beide unterlagen im Kampf um die Bronzemedaille gegen die Deutschen Karl Köther und Hans Bernhardt. 
1929 und 1930 gewann er die nationale Meisterschaft im Sprint der Amateure. Bei den UCI-Bahn-Weltmeisterschaften 1929 wurden Malatesta und Corsi Vierte im Tandemrennen.  